# Спасівка (Хмельницький район)
Спа́сівка — село в Україні, у Сатанівській селищній територіальній громаді Хмельницького району Хмельницької області.

## Символіка

### Герб
У лазуровому щиті золота стилізована риба-іхтіс. У золотій главі, розділеній чорними нитками на шестикутні стільники, три червоних яблука. Щит вписаний у декоративний картуш і увінчаний золотою сільською короною. Унизу картуша напис «СПАСІВКА».

### Прапор
Квадратне полотнище поділене горизонтально на дві смуги – жовту, розділену чорними нитками на шестикутні стільники, і синю у співвідношенні 3:7. На верхній смузі три червоних яблука в ряд, на нижній жовта риба-іхтіс.  

### Пояснення символіки
Риба-іхтіс – стилізований символ Спасителя, три яблука на стільниках означають три Спаси. Таким чином, герб символізує назву села (герб є промовистим).

## Релігія
- Церква Собору Івана Хрестителя (2012, УГКЦ)

## Населення
Населення становить 349 осіб.

### Мова
Розподіл населення за рідною мовою за даними перепису 2001 року:
| Мова       | Відсоток |
| ---------- | -------- |
| українська | 99,14%   |
| російська  | 0,57%    |
| болгарська | 0,29%    |